# 1927年12月24日日食
1927年12月24日日食是一次日偏食，發生於1927年12月24日（西半球大多為12月23日）。新月當天（即朔日），地球上觀測到月球和太阳的角距離極小，此時月球如果恰好在月球交點附近，穿過太阳和地球之間，與地球、太阳接近一直線，則會出現日食。由於月球偏北或偏南，本影及偽本影從地球以北或以南經過而未接觸地表，只有半影覆蓋了地球北端或南端部分區域，形成日偏食。此次日偏食月球偏南，出現在南极洲絕大部分。

## 日食概況

### 出現區域
本次日偏食可在南极洲除靠近澳大利亚的沿海地區和南極半島北端外的絕大部分看到。由於南极洲無確定时区，或在12月24日，或在12月23日，部分處於極晝的地區日食從12月23日深夜持續到12月24日凌晨。

### 基本參數
- 類型：日偏食
- 食分最大處（位於南極半島北端東南約440公里的洋面）資料：
  - 時間：1927年12月24日3:59:17
  - 地點：66°06′S 47°42′W / 66.1°S 47.7°W
  - 食分：0.5490（日食帶內最大）[3]

## 相關的日食

### 1924-1928年的日食
月球交替位於相對的月球交點時，以半個交點年（食年），即約177天又4小時間隔出現下列日食。
註：1924年3月5日和1924年8月30日的日偏食屬於上一組交點年系列。1928年5月19日的日全食和1928年11月12日的日偏食屬於下一組交點年系列。
| 升交點   | 升交點                   |          | 降交點                    | 降交點 |
| 沙羅周期 | 地圖                     | 沙羅周期 | 地圖                      |        |
| 115      | 1924年7月31日 偏食（南） | 120      | 1925年1月24日 全食        |        |
| 125      | 1925年7月20日 環食       | 130      | 1926年1月14日 全食        |        |
| 135      | 1926年7月9日 環食        | 140      | 1927年1月3日 環食         |        |
| 145      | 1927年6月29日 全食       | 150      | 1927年12月24日 偏食（南） |        |
| 155      | 1928年6月17日 偏食（北） |          |                           |        |

### 沙羅周期
沙羅周期長度為18年11天。本次日食屬於沙羅序列150，共包含71次日食，依次為1729年8月24日至2108年4月11日的22次日偏食、2126年4月22日至2829年6月22日的40次日環食、2847年7月3日至2991年9月29日的9次日偏食，總共歷時1262.11年。本序列無日全食。
下表列舉了1901年至2100年間發生的屬於該序列的日食，是第11至21次：
| 11             | 12             | 13           |
| -------------- | -------------- | ------------ |
| 1909年12月12日 | 1927年12月24日 | 1946年1月3日 |
| 14             | 15             | 16           |
| 1964年1月14日  | 1982年1月25日  | 2000年2月5日 |
| 17             | 18             | 19           |
| 2018年2月15日  | 2036年2月27日  | 2054年3月9日 |
| 20             | 21             |              |
| 2072年3月19日  | 2090年3月31日  |              |

## 資料來源
1. ↑  樊忠玉. . 中国天文科普网.   [2016-03-30]. （原始内容存档于2014-09-17）.
2. ↑  Fred Espenak. . NASA Eclipse Web Site.   [2016-03-30]. （原始内容存档于2020-10-20）.（英文）
3. ↑  Fred Espenak. . NASA Eclipse Web Site.   [2016-03-30]. （原始内容存档于2020-10-28）.（英文）
4. ↑  Fred Espenak. . NASA Eclipse Web Site.（英文）

## 外部連結
- NASA日食專頁（页面存档备份，存于）（英文）
- 可見區域圖和時間統計：由弗雷德·埃斯佩納克做出的日食預報，NASA/GSFC
  - 貝塞爾元素

| \| \| 日食 \|                             |                               |                                           |
| 上一次日食： 1927年6月29日日食 （日全食） | 1927年12月24日日食 （日偏食） | 下一次日食： 1928年5月19日日食 （日全食） |
| 上一次日偏食： 1924年8月30日日食          | 1927年12月24日日食 （日偏食） | 下一次日偏食： 1928年6月17日日食          |
|                                           | 日食                          |                                           |